# شهر کوتاباتو
شهر کوتاباتو (ماگویندانائویی: Ingud nu Kutawatu ; ایرانون: Inged a Kotawato ; تاگالوگ: Lungsod ng Cotabato)، یک شهر درجه سه مستقل در استان ماگوئیندانائو فیلیپین و مرکز منطقه خودمختار بانگسامورو است. طبق سرشماری ۲۰۱۵، جمعیت آن ۲۹۹٬۴۳۸ نفر بود.
شهر کوتاباتو از استان کوتاباتو متمایز است و نباید این دو را با هم اشتباه گرفت.

## آب‌وهوا
در سامانه طبقه‌بندی اقلیمی کوپن، شهر کوتاباتو دارای آب و هوای جنگل‌های بارانی استوایی (Af) است که در فاصله کمی از آب و هوای موسمی گرمسیری (Am) قرار دارد.
| داده‌های اقلیم شهر کوتاباتو (۱۹۸۱–۲۰۱۰) | داده‌های اقلیم شهر کوتاباتو (۱۹۸۱–۲۰۱۰) | داده‌های اقلیم شهر کوتاباتو (۱۹۸۱–۲۰۱۰) | داده‌های اقلیم شهر کوتاباتو (۱۹۸۱–۲۰۱۰) | داده‌های اقلیم شهر کوتاباتو (۱۹۸۱–۲۰۱۰) | داده‌های اقلیم شهر کوتاباتو (۱۹۸۱–۲۰۱۰) | داده‌های اقلیم شهر کوتاباتو (۱۹۸۱–۲۰۱۰) | داده‌های اقلیم شهر کوتاباتو (۱۹۸۱–۲۰۱۰) | داده‌های اقلیم شهر کوتاباتو (۱۹۸۱–۲۰۱۰) | داده‌های اقلیم شهر کوتاباتو (۱۹۸۱–۲۰۱۰) | داده‌های اقلیم شهر کوتاباتو (۱۹۸۱–۲۰۱۰) | داده‌های اقلیم شهر کوتاباتو (۱۹۸۱–۲۰۱۰) | داده‌های اقلیم شهر کوتاباتو (۱۹۸۱–۲۰۱۰) | داده‌های اقلیم شهر کوتاباتو (۱۹۸۱–۲۰۱۰) |
| ماه                                    | ژانویه                                 | فوریه                                  | مارس                                   | آوریل                                  | مه                                     | ژوئن                                   | ژوئیه                                  | اوت                                    | سپتامبر                                | اکتبر                                  | نوامبر                                 | دسامبر                                 | سال                                    |
| -------------------------------------- | -------------------------------------- | -------------------------------------- | -------------------------------------- | -------------------------------------- | -------------------------------------- | -------------------------------------- | -------------------------------------- | -------------------------------------- | -------------------------------------- | -------------------------------------- | -------------------------------------- | -------------------------------------- | -------------------------------------- |
| سابقهٔ بیش‌ترین °C (°F)                  | ۳۶٫۱ (۹۷)                              | ۳۶٫۵ (۹۸)                              | ۳۷٫۷ (۱۰۰)                             | ۳۷٫۰ (۹۹)                              | ۳۶٫۰ (۹۷)                              | ۳۵٫۵ (۹۶)                              | ۳۵٫۴ (۹۶)                              | ۳۵٫۳ (۹۶)                              | ۳۵٫۴ (۹۶)                              | ۳۴٫۸ (۹۵)                              | ۳۵٫۲ (۹۵)                              | ۳۵٫۵ (۹۶)                              | ۳۷٫۷ (۱۰۰)                             |
| میانگین بیش‌ترین °C (°F)                | ۳۲٫۷ (۹۱)                              | ۳۲٫۸ (۹۱)                              | ۳۳٫۴ (۹۲)                              | ۳۳٫۷ (۹۳)                              | ۳۳٫۱ (۹۲)                              | ۳۲٫۳ (۹۰)                              | ۳۱٫۹ (۸۹)                              | ۳۲٫۱ (۹۰)                              | ۳۲٫۳ (۹۰)                              | ۳۲٫۲ (۹۰)                              | ۳۲٫۶ (۹۱)                              | ۳۲٫۵ (۹۱)                              | ۳۲٫۶ (۹۱)                              |
| میانگین روزانه °C (°F)                 | ۲۷٫۸ (۸۲)                              | ۲۷٫۹ (۸۲)                              | ۲۸٫۳ (۸۳)                              | ۲۸٫۶ (۸۳)                              | ۲۸٫۱ (۸۳)                              | ۲۷٫۶ (۸۲)                              | ۲۷٫۳ (۸۱)                              | ۲۷٫۵ (۸۲)                              | ۲۷٫۶ (۸۲)                              | ۲۷٫۵ (۸۲)                              | ۲۷٫۸ (۸۲)                              | ۲۷٫۶ (۸۲)                              | ۲۷٫۸ (۸۲)                              |
| میانگین کم‌ترین °C (°F)                 | ۲۲٫۹ (۷۳)                              | ۲۳٫۱ (۷۴)                              | ۲۳٫۳ (۷۴)                              | ۲۳٫۵ (۷۴)                              | ۲۳٫۲ (۷۴)                              | ۲۲٫۸ (۷۳)                              | ۲۲٫۷ (۷۳)                              | ۲۲٫۹ (۷۳)                              | ۲۲٫۹ (۷۳)                              | ۲۲٫۹ (۷۳)                              | ۲۲٫۹ (۷۳)                              | ۲۲٫۸ (۷۳)                              | ۲۳٫۰ (۷۳)                              |
| سابقهٔ کم‌ترین °C (°F)                   | ۲۰٫۰ (۶۸)                              | ۲۱٫۰ (۷۰)                              | ۲۱٫۰ (۷۰)                              | ۲۱٫۰ (۷۰)                              | ۲۱٫۰ (۷۰)                              | ۲۰٫۵ (۶۹)                              | ۲۰٫۶ (۶۹)                              | ۲۰٫۵ (۶۹)                              | ۲۰٫۸ (۶۹)                              | ۲۰٫۸ (۶۹)                              | ۲۰٫۷ (۶۹)                              | ۲۰٫۰ (۶۸)                              | ۲۰٫۰ (۶۸)                              |
| بارندگی میلی‌متر (اینچ)                 | ۸۸٫۴ (۳٫۴۸)                            | ۸۳٫۹ (۳٫۳)                             | ۱۱۹٫۹ (۴٫۷۲)                           | ۱۴۶٫۷ (۵٫۷۸)                           | ۲۶۸٫۵ (۱۰٫۵۷)                          | ۳۱۲٫۳ (۱۲٫۳)                           | ۳۲۵٫۴ (۱۲٫۸۱)                          | ۲۴۴٫۸ (۹٫۶۴)                           | ۲۵۶٫۶ (۱۰٫۱)                           | ۲۸۵٫۵ (۱۱٫۲۴)                          | ۲۱۶٫۳ (۸٫۵۲)                           | ۱۳۹٫۶ (۵٫۵)                            | ۲٬۴۸۷٫۸ (۹۷٫۹۴)                        |
| میانگین روزهای بارانی (≥ ۰.۱ mm)       | ۹                                      | ۹                                      | ۱۱                                     | ۱۱                                     | ۱۷                                     | ۲۰                                     | ۱۹                                     | ۱۶                                     | ۱۶                                     | ۱۷                                     | ۱۴                                     | ۱۲                                     | ۱۷۱                                    |
| درصد رطوبت                             | ۷۵                                     | ۷۴                                     | ۷۴                                     | ۷۳                                     | ۷۴                                     | ۷۶                                     | ۷۶                                     | ۷۶                                     | ۷۶                                     | ۷۶                                     | ۷۵                                     | ۷۵                                     | ۷۵                                     |
| منبع: PAGASA                           |                                        |                                        |                                        |                                        |                                        |                                        |                                        |                                        |                                        |                                        |                                        |                                        |                                        |

## جمعیت‌شناسی
بیشتر ساکنان شهر کوتاباتو مگویندانائویی هستند که حدود ۵۰٪ از جمعیت این شهر را تشکیل می‌دهند. اقلیت‌های چشمگیری از سبوانوها (۱۴٪)، تاگالوگ‌ها (۹٫۷٪)، ایرانویی‌ها (۷٪)، هیلگاینون‌ها (۵٫۶٪)، بینیسایاها (۲٫۷٪) و چینی‌ها (۲٪) نیز وجود دارند. باقیمانده جمعیت به سایر اقوام تعلق دارد.

### زبان
زبان اصلی کوتاباتو ماگویندانائویی است. تاگالوگ، چاباکانو، سبوانو، ایرانون، مارانائو، انگلیسی و عربی نیز در شهر گفتگو می‌شوند. گویش چاباکانو بومی این شهر کوتاباتنیو نامیده می‌شود.

### دین
طبق گزارش سازمان آمار فیلیپین (PSA) در سال ۲۰۱۵ ۷۶٫۱۵٪ درصد از مردم شهر کوتاباتو پیرو اسلام و عمدتاً شاخه سنی هستند. سایرین بیشتر دارای ادیانی همچون مسیحیت و بودایی‌گری هستند.

## شهرهای خواهرخوانده
- جوهور بهرو، مالزی[۹]
- باندونگ، اندونزی[۱۰]